# Amor på villovägar
Amor på villovägar (danska: Peters baby) är en dansk komedifilm från 1961 i regi av Annelise Reenberg. I rollerna ses bland andra Ebbe Langberg, Ghita Nørby och Dario Campeotto.

## Rollista
- Ebbe Langberg – Peter Bergman
- Ghita Nørby – Tony
- Dario Campeotto – Sanger
- Dirch Passer – William Thorsen
- Inger Stender – Peters mor
- Emil Hass Christensen – Peters far
- Gabriel Axel – fransk polis
- Mogens Brandt – fransman
- Paul Hagen – Holgersen
- Judy Gringer – Kirsten
- Bjørn Puggaard-Müller – Kordegn

## Om filmen
Amor på villovägar producerades av Poul Bang och spelades in efter ett manus av Børge Müller. Fotograf var Ole Lytken och klippare Edith Nisted Nielsen. Musiken komponerades av Sven Gyldmark. Filmen premiärvisades i Danmark den 28 juli 1961.